# هنه هوگن
هنه هوگن (انگلیسی: Hanne Hogness؛ زادهٔ ۱۶ فوریهٔ ۱۹۶۷) بازیکن هندبال اهل نروژ است.